# Баонине (община Требине)
Баонине (на сръбски: Баонине) е село в Босна и Херцеговина, разположено в община Требине, в ентитета на Република Сръбска. Населението му според преброяването през 2013 г. е 1 жител: 1 (100,00 %) сърбин.

## Население
Численост на населението според преброяванията през годините:
- 1961 – 22 души
- 1971 – 18 души
- 1981 – 14 души
- 1991 – 6 души
- 2013 – 1 души